# Tôn Kỳ
Tôn Kỳ (giản thể: 孙奇; phồn thể: 孫奇; bính âm: Sūn Qí; ? – 250), tự Trọng Dung (仲容), là quan viên Đông Ngô thời Tam Quốc trong lịch sử Trung Quốc.

## Cuộc đời
Tôn Kỳ quê ở huyện Phú Xuân, quận Ngô, Dương Châu, là cháu nội của Bình Nam tướng quan Tôn Phụ (con trai thứ hai của Tôn Khương, anh trai Tôn Kiên). Cha của Tôn Kỳ không được sử sách chép lại tên, chỉ biết được quân chức đến Phấn Uy tướng quân. Tôn Phụ có bốn con trai: Tôn Hưng, Tôn Chiêu, Tôn Vĩ, Tôn Hân, chưa rõ ai là cha của Tôn Kỳ.
Tôn Kỳ có dung mạo đẹp đẽ, có hùng tài, được sử gia Chu Chiêu khen ngợi: Tuân tuân Chu công, mỹ diệu vô dĩ. Đản tư ký phong, thế trụ hữu kỷ. Bình Nam chi tôn, Phấn Uy chi tử. Năm 17 tuổi, Tôn Kỳ được cử Tú tài, bắt đầu làm quan.
Những năm 242–250, triều đình Đông Ngô chia lại nhiều phe phái xoay quanh việc cạnh tranh ngôi vị Thái tử. Tôn Kỳ theo phe của Lỗ vương Tôn Bá, nhiều lần hãm hại, vu khống Thái tử Tôn Hòa. Trong thời gian này, Tôn Kỳ lần lượt giữ các chức Tán kỵ thường thị, Vũ vệ đô úy.
Năm 249, Tôn Kỳ cưới con gái của Phạm Thận là môn khách của Thái tử Tôn Hòa.
Năm 250, Tôn Bá bị Tôn Quyền ban chết, đám người Tôn Kỳ, Toàn Ký, Ngô An, Dương Trúc bị tru. Vợ chồng Tôn Kỳ chưa có con, Phạm Cơ tự xẻo mũi, tai để tỏ chí không muốn tái giá.

## Trong văn hóa
Tôn Kỳ không xuất hiện trong tiểu thuyết Tam quốc diễn nghĩa của La Quán Trung.